# Ernst Casimir van Nassau-Weilburg
Ernst Casimir van Nassau-Weilburg (Saarbrücken 15 november 1607 - Weilburg 16 april 1655 o.s.) was graaf van Nassau-Weilburg, een deel van het graafschap Nassau. Hij stamt uit de Walramse Linie van het Huis Nassau, en is de stamvader van het Huis Nassau-Weilburg.

## Biografie

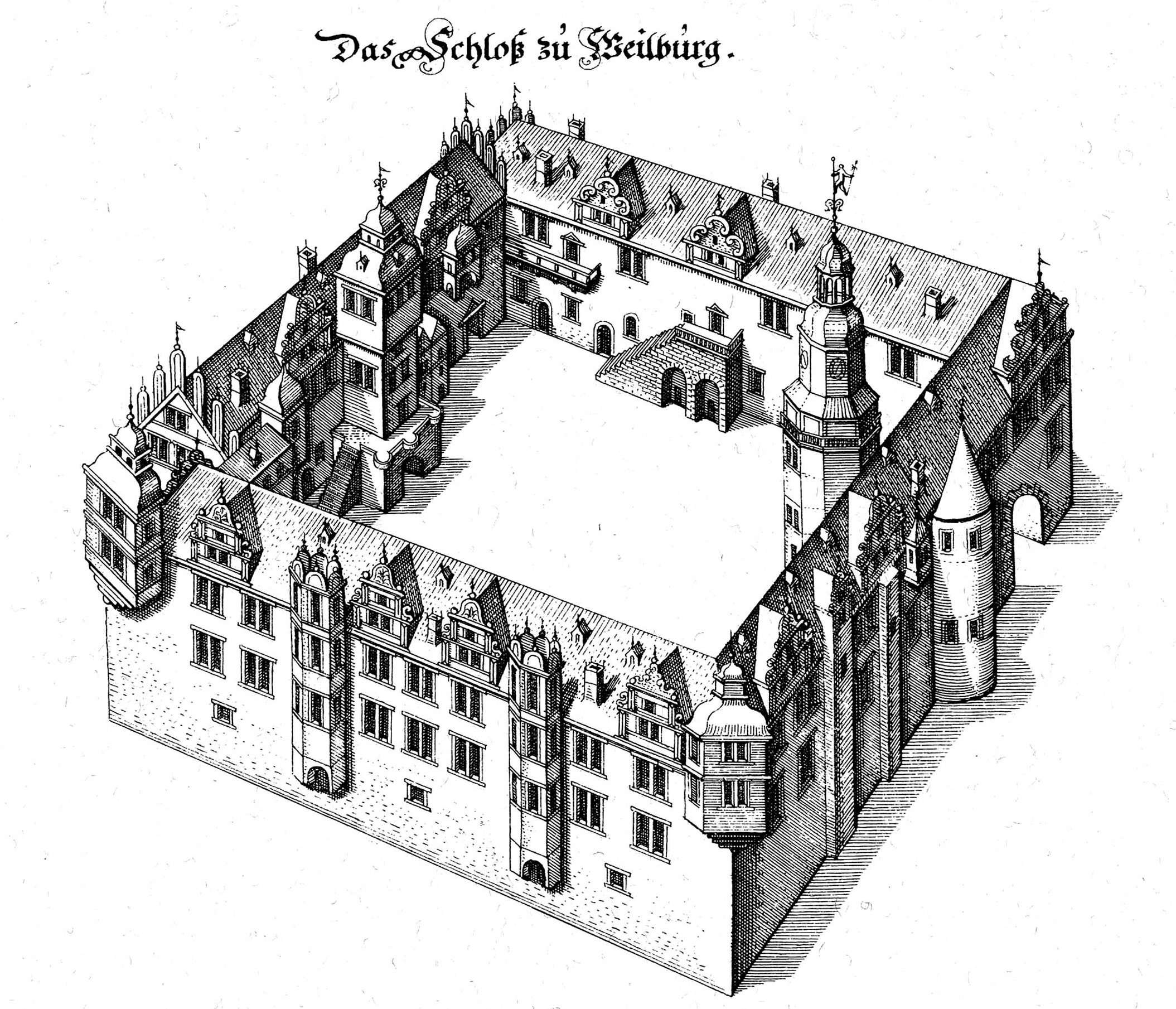
Gravure van Slot Weilburg door Matthäus Merian uit 1655

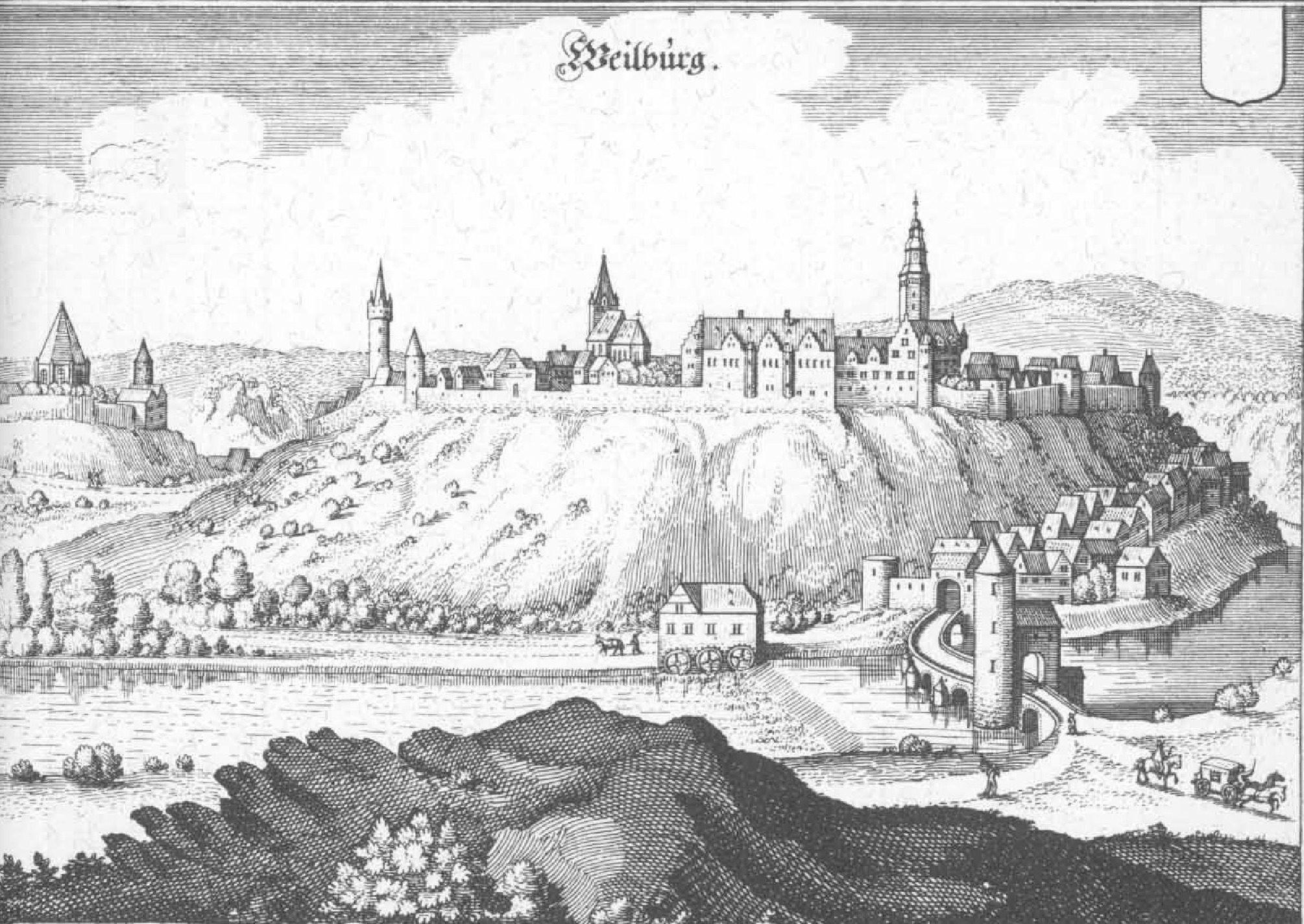
Gravure van de stad Weilburg door Matthäus Merian uit 1655

Ernst Casimir was de achtste zoon van graaf Lodewijk II van Nassau-Saarbrücken en Anna Maria van Hessen-Kassel, dochter van landgraaf Willem IV van Hessen-Kassel en Sabina van Württemberg.

### Graaf van Nassau-Weilburg
Ernst Casimir volgde in 1627 zijn vader op samen met zijn broers Willem Lodewijk, Johan en Otto. Ernst Casimir stond onder regentschap van zijn oudste broer Willem Lodewijk. Hij verkreeg in 1629 bij een eerste deling Weilburg. Kort daarna werd het bezit van de broers bedreigd door het restitutie-edict van 2 maart 1629, toen de keurvorsten van Mainz en Trier aanspraak maakten op de sinds het Verdrag van Passau (1552) geconfisqueerde kerkgoederen. 
Op 7 juli 1629 besliste het Rijkskamergerecht in het geschil tussen Lotharingen en Nassau dat stad en kasteel Saarwerden, Bockenheim en Wiebersweiler als lenen van Metz aan Lotharingen gegeven zouden moeten worden; de rest van het graafschap Saarwerden zou bij Nassau moeten blijven. De hertog van Lotharingen nam echter onmiddellijk bezit van het hele graafschap Saarwerden en de voogdij Herbitzheim. Willem Lodewijk begaf zich naar de vorstendag te Regensburg en verkreeg op 23 juli 1631 de keizerlijke belening (hoewel hij had geweigerd zich bij de Katholieke Liga aan te sluiten of er troepen voor beschikbaar te stellen).
Op 24 november 1632 overleed de jongste broer Otto en op 11 december werd Ernst Casimir meerderjarig. In 1634 schikten de broers Nassau in Frankfurt am Main met de heren van Geroldseck over hun eigendomsrechten op de heerlijkheid Lahr.

### Dertigjarige Oorlog
In de Dertigjarige Oorlog (1618-1648) had Lodewijk II een voorzichtige neutraliteit gehandhaafd, die knellende inkwartieringen in zijn bezittingen echter niet voorkomen kon. Toen koning Gustaaf II Adolf van Zweden aan het einde van het jaar 1630 naar de Rijn kwam, stelden Ernst Casimir en zijn broers zich te zijner beschikking en verklaarden daarmee de oorlog aan hun keizer. Nadat koning Gustaaf Adolf op 16 november 1632 was gesneuveld, verbonden de drie graven zich op de bijeenkomst van de protestantse standen in Heilbronn met de Zweedse rijkskanselier Axel Oxenstierna.
Na nederlagen van Zweden en zijn bondgenoten ontnam keizer Ferdinand II Ernst Casimir en zijn broers hun landen. Op 30 mei 1635 sloot een reeks rijksstanden, waaronder Keurbrandenburg en Keursaksen, de Vrede van Praag, waarbij de graven van Nassau uitdrukkelijk werden uitgesloten. In november 1635 verscheen de keizerlijke commissaris Bertram von Sturm in de Nassause landen en verklaarde de drie broers vervallen van hun graafschappen en al hun bezittingen. 
Ernst Casimir verbleef tussen 1634 en 1646 in ballingschap te Metz gedurende welke periode de keizer zijn gebieden verdeelde tussen de vorst van Schwarzburg en de keurvorst van Mainz. Een poging, door een door de keurvorst van Saksen bemiddeld verzoekschrift, om keizerlijke gratie te verkrijgen, mislukte in 1636. In het volgende jaar werden de graven geïnformeerd over de redenen voor de keizerlijke ongenade. Pas in 1639 ontvingen Willem Lodewijk en Ernst Casimir een vrijgeleide, zodat zij persoonlijk hun zaak in Wenen konden behartigen.
Ernst Casimir was tot 1646 kolonel van een Deens regiment in het Staatse leger. Hij verkreeg in 1646 bij zijn terugkeer in Duitsland zijn bezittingen terug.

### Na de oorlog
Ernst Casimir ging op 6 maart 1651 met zijn broer Johan en hun neven Johan Lodewijk, Gustaaf Adolf en Walraad over tot een nieuwe verdeling, waarbij zij gezamenlijk bleven bezitten Nassau, (Bad) Ems, Saarwerden met Herbitzheim en Wadgassen, Homburg (in de Palts), Rosenthal, Ober- en Nieder-Rosbach. Ernst Casimir ontving als zijn bezit Weilburg, Merenberg, Gleiberg, Reichelsheim, Kirchheim, Stauf, Hüttenberg (gezamenlijk bezit met Hessen), Cleeberg en Löhnberg.
Ernst Casimir werd begraven in de Sint-Maartenskerk, Weilburg. In 1909 werd hij herbegraven in de nieuwe crypte in de slotkerk van Weilburg.

## Huwelijk en kinderen
Ernst Casimir huwde te Weilburg op 22 februari 1634 met Anna Maria van Sayn-Wittgenstein-Sayn (.. november 1610 - Weilburg 14 april 1656 o.s.), dochter van graaf Willem III van Sayn-Wittgenstein-Sayn en Anna Odilia van Nassau-Weilburg (een dochter van graaf Albrecht van Nassau-Weilburg en Anna van Nassau-Siegen). Anna Maria werd begraven in de Sint-Maartenskerk, Weilburg. In 1909 werd ze herbegraven in de nieuwe crypte in de slotkerk van Weilburg.

Uit dit huwelijk werden de volgende kinderen geboren:
1. Willem Lodewijk (Kirchheim 25 december 1634 - Metz 28 juli 1636 o.s.).
2. Maria Eleonora (Metz 12 augustus 1636 - Gochsheim 16 december 1678), huwde te Idstein op 5 mei 1660 o.s. met graaf Casimir van Eberstein-Eberstein (19 april 1639 - Heidelberg 22 december 1660).
3. Doodgeboren zoon (Metz .. april 1637).[9]
4. Casimir (Metz 21 augustus 1638 - Metz 20 april 1639).
5. Frederik (Metz 16 april 1640 o.s. - Weilburg 19 september 1675 o.s.), volgde zijn vader op.
6. Anna (Metz 5 oktober 1641 o.s. - Metz, jong overleden).